# Kate Douglas Wiggin
Pour les articles homonymes, voir Wiggin.
Œuvres principales
- Rebecca du ruisseau ensoleillé (1903)
- Les Locataires de la maison jaune (1911)

Kate Douglas Wiggin, née Kate Douglas Smith le 28 septembre 1856 à Philadelphie dans l'État de la Pennsylvanie et morte le 24 août 1923 à Harrow dans la banlieue de Londres, est une enseignante, pédagogue, essayiste et romancière américaine  notamment connue par le son roman Rebecca du ruisseau ensoleillé (Rebecca of Sunnybrook Farm, 1903), adapté plusieurs fois au théâtre puis au cinéma.
Avec Elizabeth Harrison, Caroline Severance et sa sœur Nora Archibald Smith (en), Kate Douglas Wiggin fait partie des figures fondatrices inspirées par le pédagogue Friedrich Fröbel, qui ont contribué à la modernisation des activités des écoles maternelles aux États-Unis ainsi qu'à la formation pédagogique des animateurs et enseignants des écoles maternelles.
Kate Douglas Wiggin est également une compositrice de chansons pour la jeunesse.

## Biographie

### Jeunesse et formation

#### Une famille de notables
Kate Douglas Smith l'aînée des deux filles de Robert Noah Smith, un juriste diplômé de l'université Brown, et de Helen Elizabeth Dyer épouse Smith. Ses deux parents appartiennent à des familles notables de la Nouvelle Angleterre, aux ancêtres issus de l'Angleterre et de l'Écosse. Sa sœur cadette Nora Archibald Smith (1859-1934) tout comme elle suivra une carrière quant à la rénovation de la formation pédagogique des animateurs et enseignants des écoles maternelles aux États-Unis,,,.

#### Une famille recomposée

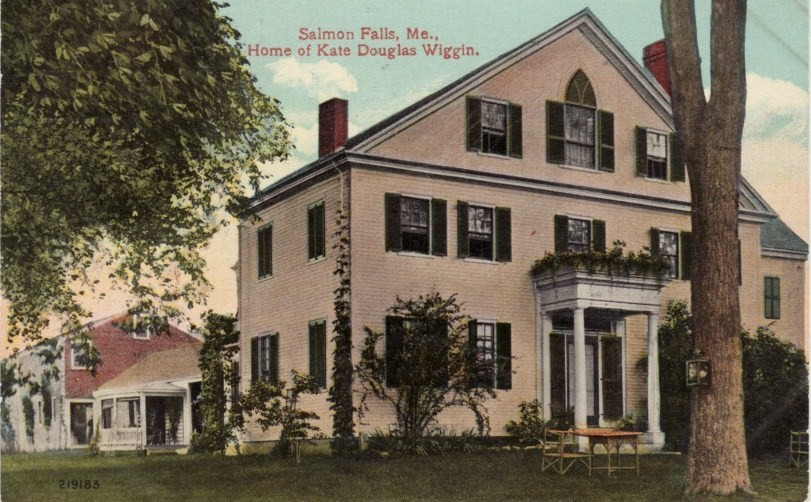
Maison de Kate Douglas Wiggin à Hollis.

Son père meurt en 1859, alors que Kate Douglas Smith est âgée de trois ans. À la suite du décès de son mari Helen Elizabeth Smith part avec ses deux filles s'installer à Portland dans l'État du Maine. En 1862, elle épouse en secondes noces un médecin diplômé du Bowdoin College, Albion Bradbury. La famille recomposée s'installe dans une bourgade rurale Hollis dans l'État du Maine. Kate Douglas Smith y vit avec sa  sœur et son demi-frère Philip,,,.

#### Formation

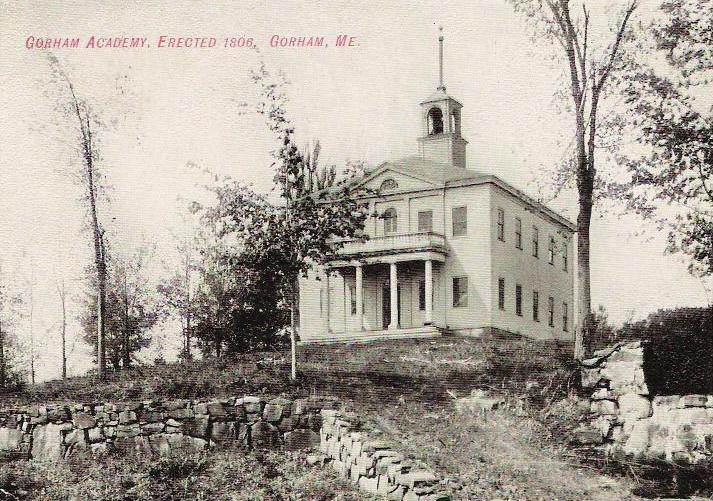
Gorham Academy

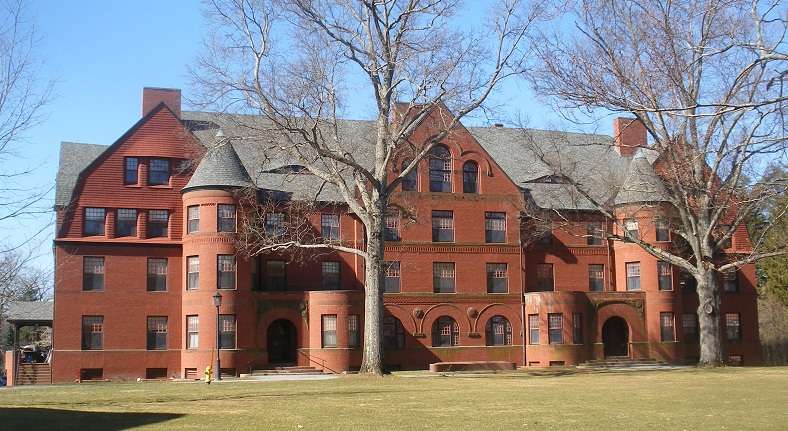
L'Abbot Academy de Andover dans le Maine.

L'éducation scolaire de Kate Douglas Smith se fait sous la houlette de son beau-père Albion Bradbury. Elle suit ses premières années de scolarité primaire dans un établissement du comté de York, puis à partir de ses treize ans, elle suit ses études secondaires comme pensionnaire de la Gorham Academy (en) de Gorham dans le Maine, grâce à sa professeure de Latin elle gagne des prix de diction en anglais et français puis deux après, au sein de deux séminaires féminins , la Morrison Academy de Baltimore dans le Maryland, l'Abbot Academy (en) à Andover dans le Massachusetts où elle achève ses études secondaires, elle en sort diplômée en 1873 à l'âge de 17 ans,,,,.

#### Premières influences

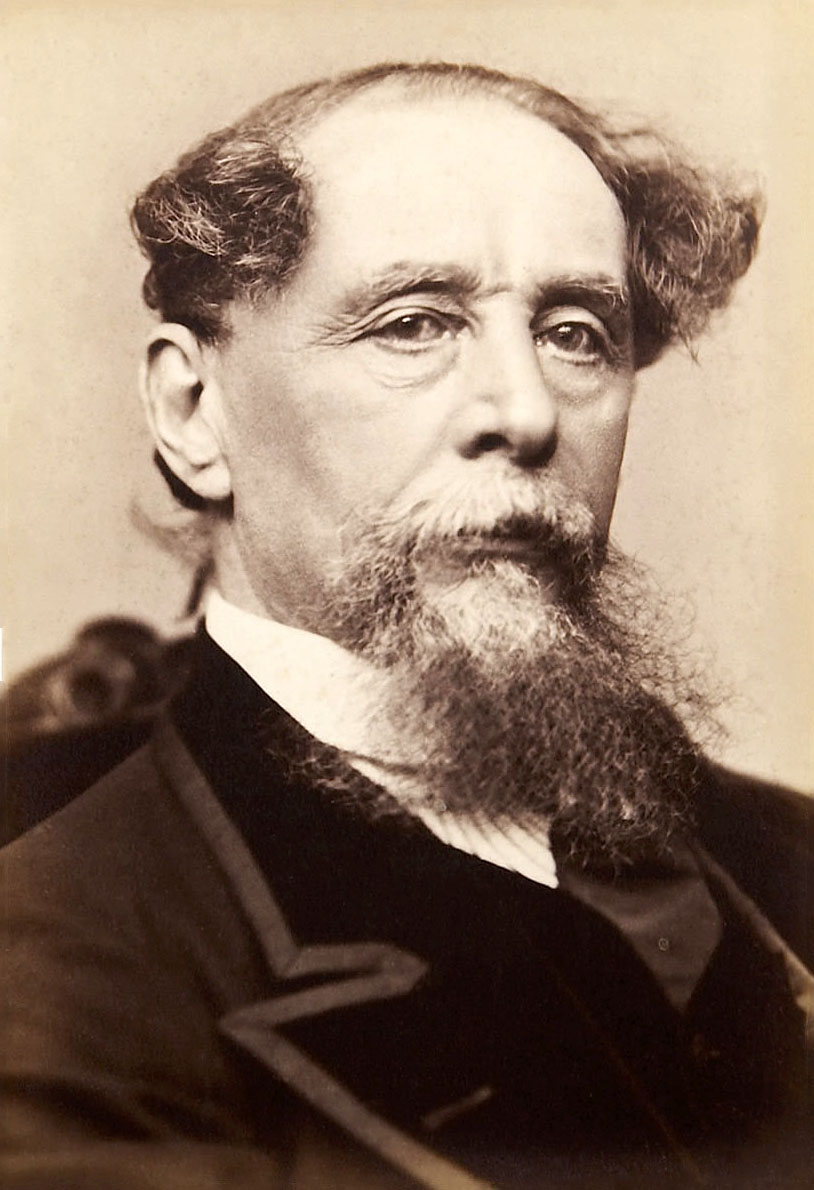
Photographie de Charles Dickens

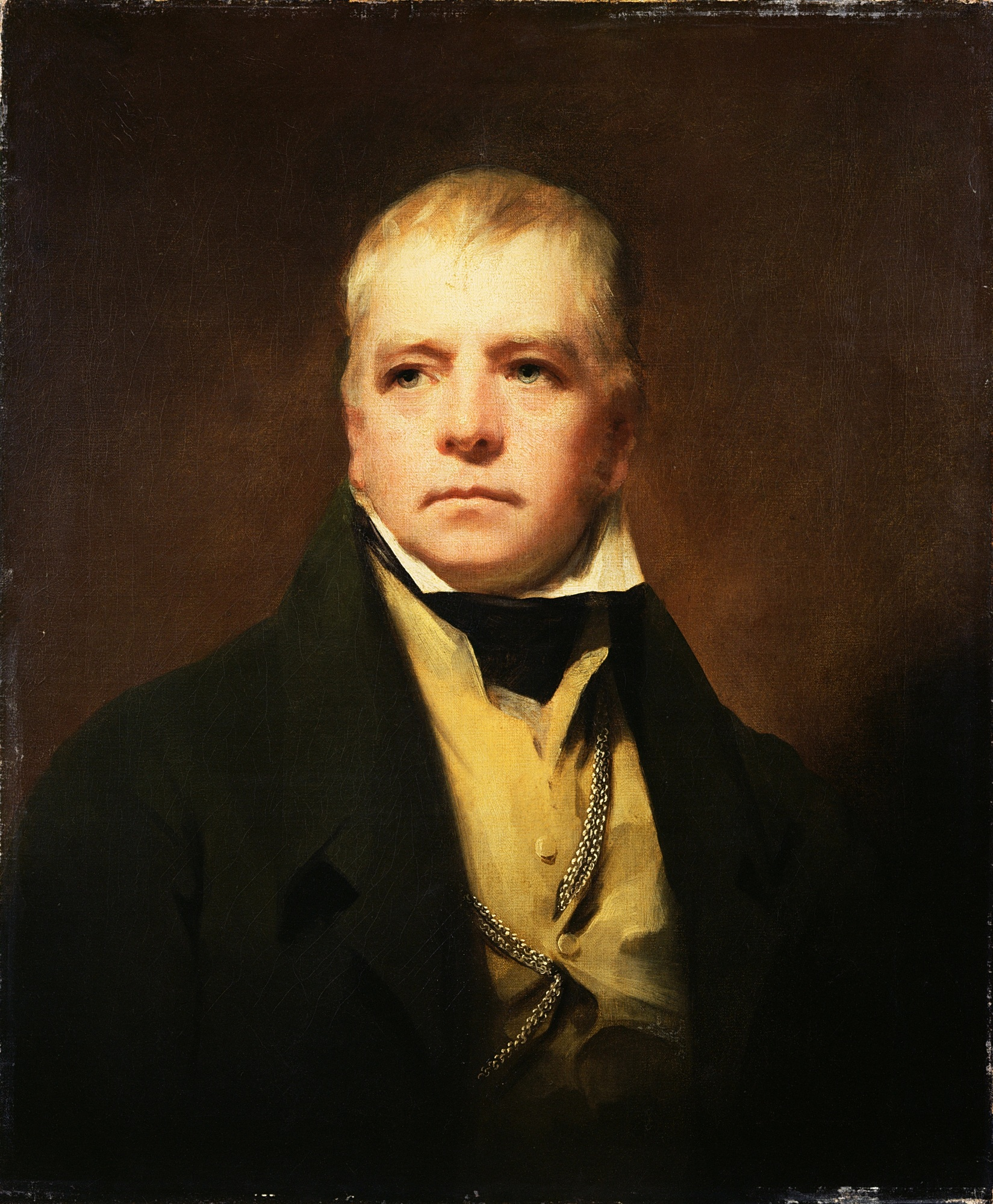
Portrait de Walter Scott peint par Henry Raeburn

Durant son adolescence Kate Douglas Smith porte une préférence littéraire vis-à-vis des romans de Charles Dickens et Walter Scott. Elle est une lectrice régulière du Harper's Magazine, du Littell's Living Age, de la Bible et des romans de son époque,.

#### Tragédie familiale
Élève douée, Kate Douglas Smith aurait pu entreprendre des études universitaires, mais son beau-père souffrant d'une bronchite chronique décide de partir pour la côte ouest où il pense trouver un climat plus favorable à sa santé. En 1873, il emmène sa famille s'installer à Santa Barbara dans l'État de la Californie, il quitte la médecine pour travailler comme agent immobilier, profession affectée par l'effondrement des prix consécutif à la guerre de Sécession. Mais en 1876, Albion Bradbury décède laissant sa famille dans des difficultés financières,,,,.

### Carrière

#### Doutes
Après la mort de son beau-père Albion Bradbury, Kate Douglas Smith est à la recherche d'un moyen de gagner sa vie elle envoie le manuscrit d'un roman Half-A-Dozen Housekeepers au St. Nicholas (magazine) (en) qui accepte de le publier. Mais elle ne sait comment transformer l'essai en écrivant d'autres récits, nouvelles ou romans. Elle pense à l'enseignement,,.

#### La pédagogie de Friedrich Fröbel

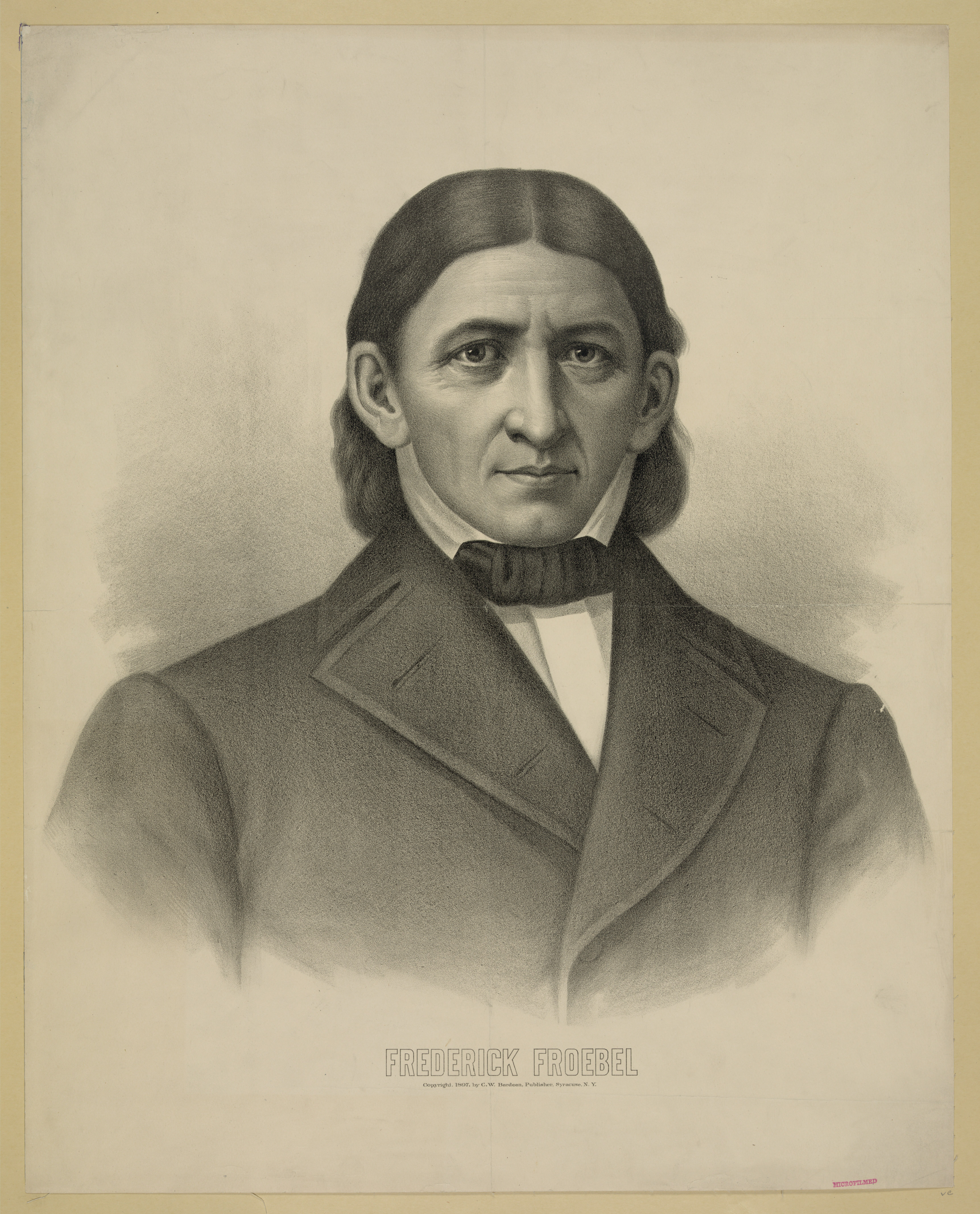
Portrait de Friedrich Fröbel.

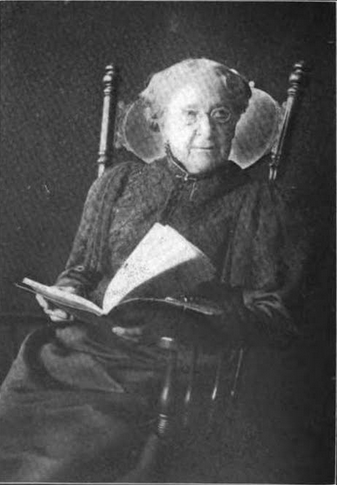
Photographie de Caroline M. Severance.

C'est au milieu de ses débats intérieurs qu'au début de l'été 1877, que Kate Douglas Smith fait la connaissance d'une femme qui va changer sa vie Caroline Severance,; lorsque cette dernière se rend à Santa Barbara, elle tient une conférence sur la pédagogie de Friedrich Fröbel et ses applications pour une réforme de la formation des animateurs et enseignants des écoles maternelles et du contenu des activités de ces écoles maternelles notamment par les jeux, la musique et autres matières artistiques centrées sur le développement des aptitudes de l'enfant. Les idées Friedrich Fröbel ont rencontré un écho favorable au sein des transcendantalistes américains. À la suite de cette conférence, Kate Douglas Smith est convaincue de la pertinence de cette pédagogie et cherche un institut de formation d'enseignant des écoles maternelles dispensant cette pédagogie. Elle quitte Santa Barbara pour Los Angeles pour se renseigner sur une école de formation d'enseignant en école maternelle dirigée par Emma Marwedel, la Pacific Normal Training School for Kindergartners. Cette dernière, lors d'un entretien lui annonce que grâce à ses qualités musicales, ses aptitudes de conteuse, son amour des enfants elle possède tous les atouts pour être une excellente enseignante auprès des jeunes enfants, aussi va-t-elle faciliter ses études en lui offrant le logis et le couvert, et de son côté, sa mère Helen Smith Bradbury met en hypothèque sa maison pour financer ses frais de scolarité,,,.

#### La tête de file du renouveau des écoles maternelles en Californie

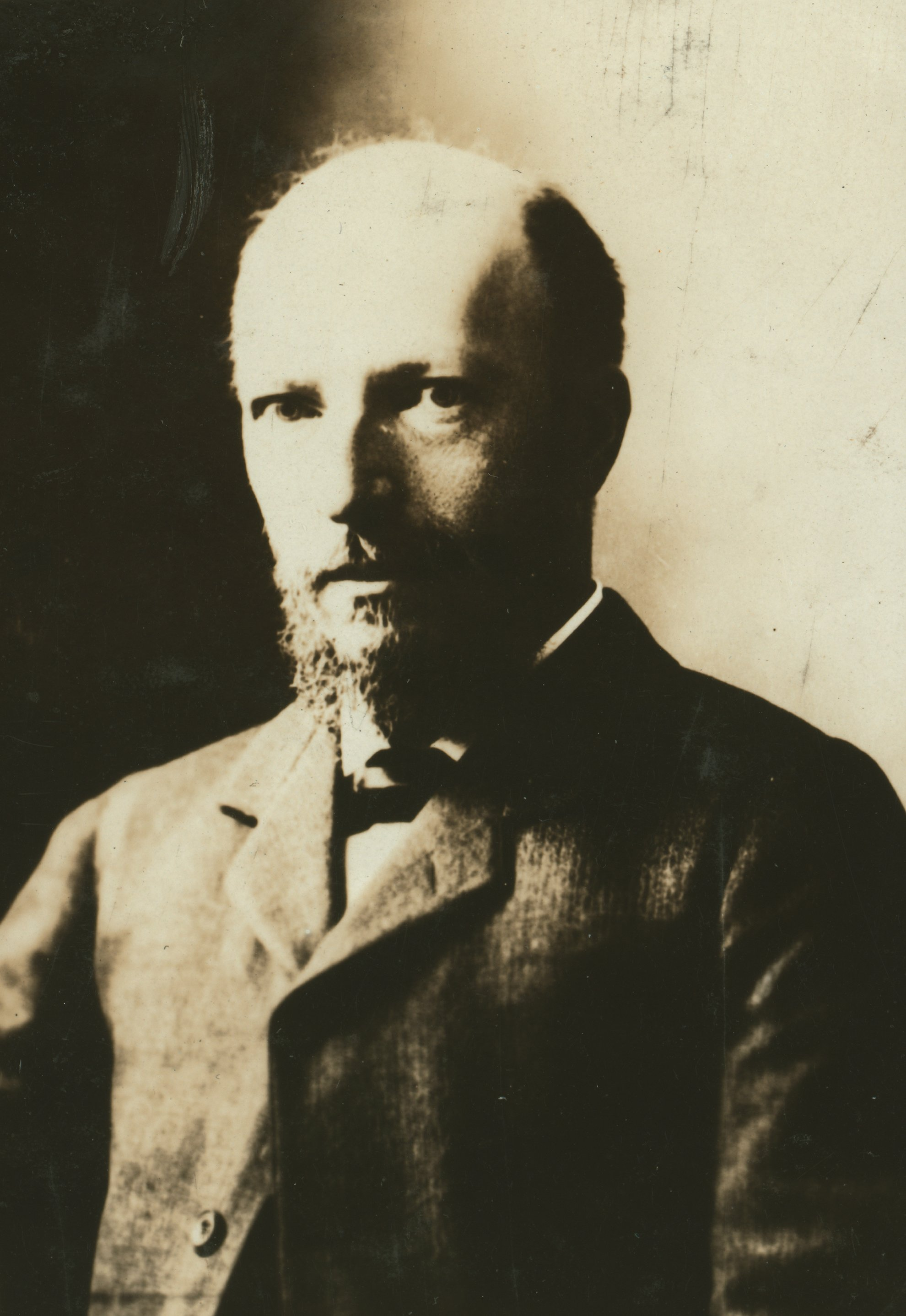
Portait photographique de Felix Adler.

En 1878, Kate Douglas Smith ayant achevé sa formation d'enseignant en école maternelle auprès de Emma Marwedel, elle ouvre une école maternelle dans la Silver Street de Santa Barbara au sein d'un quartier défavorisé, cette école est rattachée au Santa Barbara College, devenu l'université de Californie à Santa Barbara et rejoint la Public Kindergarten Society of San Francisco (Société des écoles maternelles publiques de San Francisco) première association de ce type en Californie fondée par le professeur Felix Adler le 23 juillet 1878 et présidée par Solomon Heydenfeldt (en) et dont Emma Marwedel est une des fondatrices. Enfin en 1880, elle crée la California  Kindergarten Training School ( École californienne de formation d'enseignants en école maternelle),,,.

#### La reconnaissance

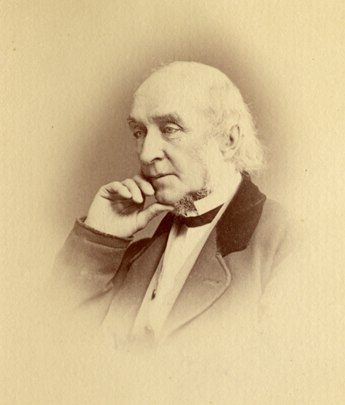
Photographie de William Ellery Channing.

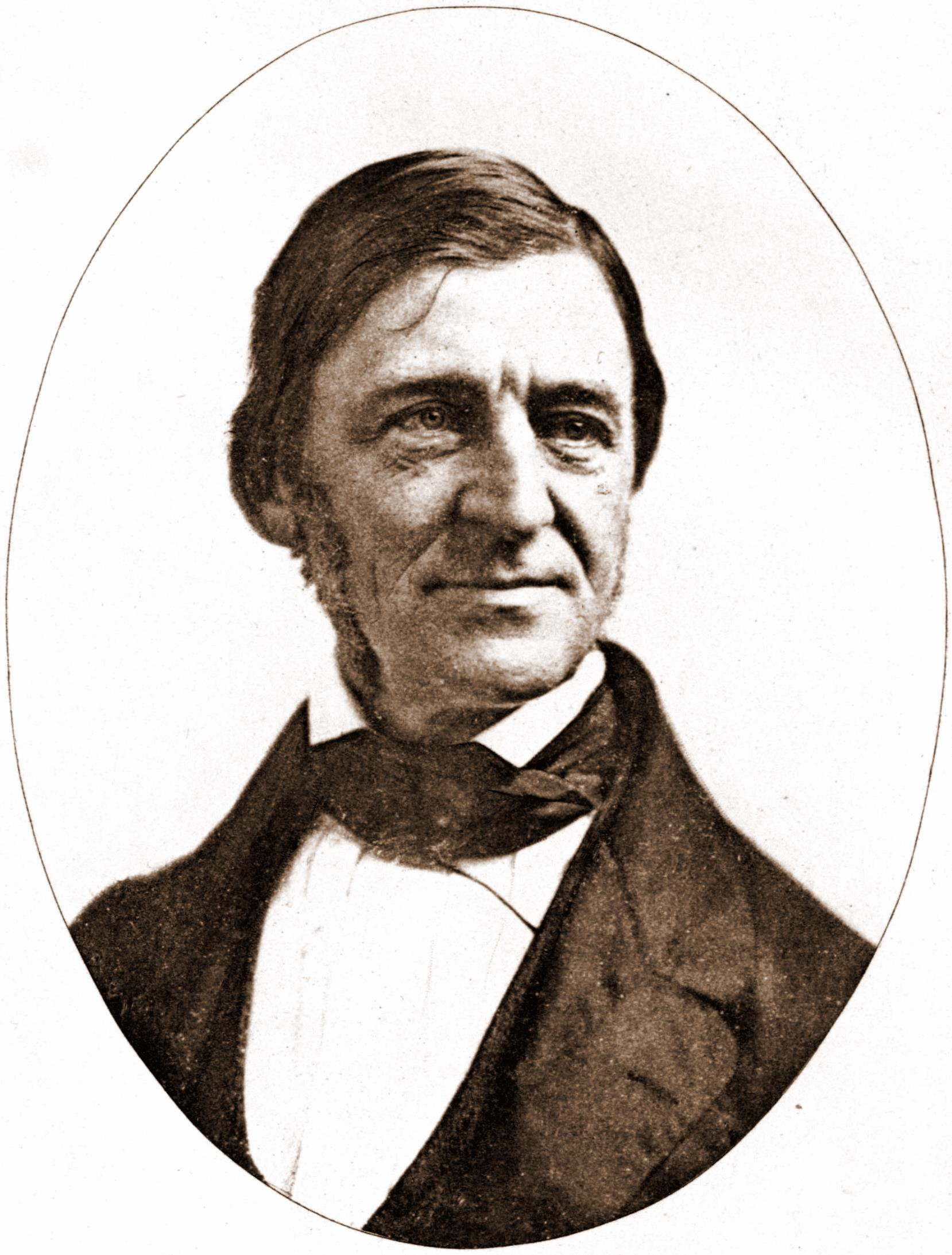
Photographie de Ralph Waldo Emerson.

Dès 1879, Kate Douglas Smith est reconnue pour ses compétences pédagogiques, notamment  par les transcendantalistes appartenant au cercle de Concord comme Elizabeth Peabody, William Ellery Chaning, Amos Bronson Alcott, Ralph Waldo Emerson. Elle a également le soutien de sa sœur cadette Nora Archibald Smith, diplômée du Santa Barbara College devenu l'université de Californie à Santa Barbara, qui a derrière elle une carrière de professeure et de directrice du service scolaire de Tucson dans l'Arizona,,,.

#### Le  tournant
En 1881, Kate Douglas Smith se marie avec Samuel Bradley Wiggin, un ami d'enfance qu'elle a connu à Boston et qui est parti pour San Francisco pour exercer son métier de juriste. Kate Douglas Wiggin passe alors la direction de ses établissements à sa sœur Nora Archibald Smith tout en lui donnant des conseils jusqu'à son départ pour New York en 1884. Auparavant, son roman The Story of Patsy est publié en 1882, récit romancé de son expérience auprès des enfants livrés à eux-mêmes c'est le début d'une carrière littéraire,,,.
Quand Kate Douglas Wiggin quitte la Californie pour New York, elle laisse derrière elle la création de  34 maternelles, la majorité à San Francisco et ses environs, la majorité des enseignants de ces écoles sont diplômés de la California  Kindergarten Training School, la Commission scolaire de San Francisco (en) a adopté sa pédagogie comme un principe majeur de la pédagogie des écoles publiques pour les enfants âgées de cinq à six ans.

#### Débuts d'une carrière littéraire

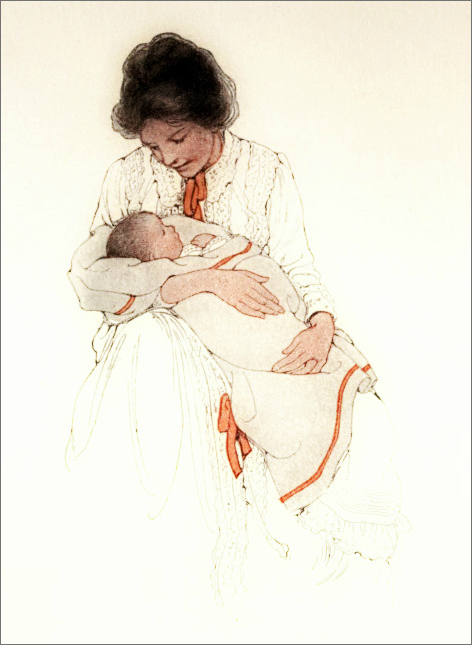
Illustration de Katharine R. Wireman issue du récit "The Birds' Christmas" par Kate Douglas Wiggin

Installée à New York, Kate Douglas Wiggin, tout en gardant un œil sur les maternelles de la Californie, écrit un second livre publié en 1886 sous le titre de The Birds' Christmas Carol (en). Il s'agit d'un livre pour enfants, un récit dans lequel une jeune fille Carol, prépare un repas de Noël pour les neuf enfants de ses voisins pauvres. Récit à la fois fantastique et réaliste, s’appuyant sur sa générosité lorsqu'elle intervenait au moment de Noël auprès des enfants des quartiers défavorisés de San Francisco. Publié par la maison d'édition Houghton Mifflin, The Birds' Christmas Carol est un succès, il fait le tour du monde et est traduit dans plusieurs langues comme le français, l'allemand, le suédois, le japonais, etc. Cette réussite littéraire conforte Kate Douglas Wiggin à envisager de devenir une écrivaine,,.

#### Tragédie

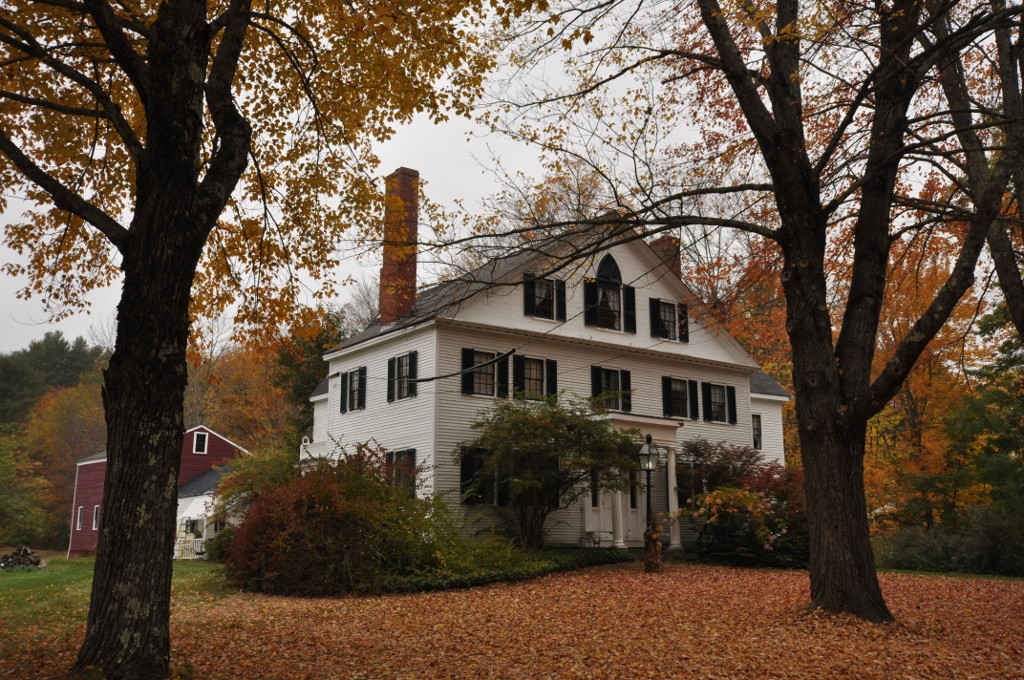
La résidence Quillcote de Kate Douglas Wiggin

Dans la foulée, Kate Douglas Wiggin commence à rédiger le manuscrit de Timothy's Quest dans sa résidence « Quillcote » de Hollis, rédaction interrompue par la mort soudaine de son mari Samuel Bradley Wiggin durant le printemps 1889,.

#### Voyage et nouveau succès
Après les funérailles de Samuel Wiggin, elle prend le bateau pour s'embarquer vers l’Europe, quand Kate Douglas Wiggin arrive en Angleterre    elle reprend et achève la rédaction de Timothy's Quest à Stratford-upon-Avon. Quand elle retourne aux États-Unis en novembre 1890, la publication de Timothy's Quest est un nouveau succès, ce qui la convainc de ses aptitudes à l'écriture,.

#### Entre conférences, voyages et écriture

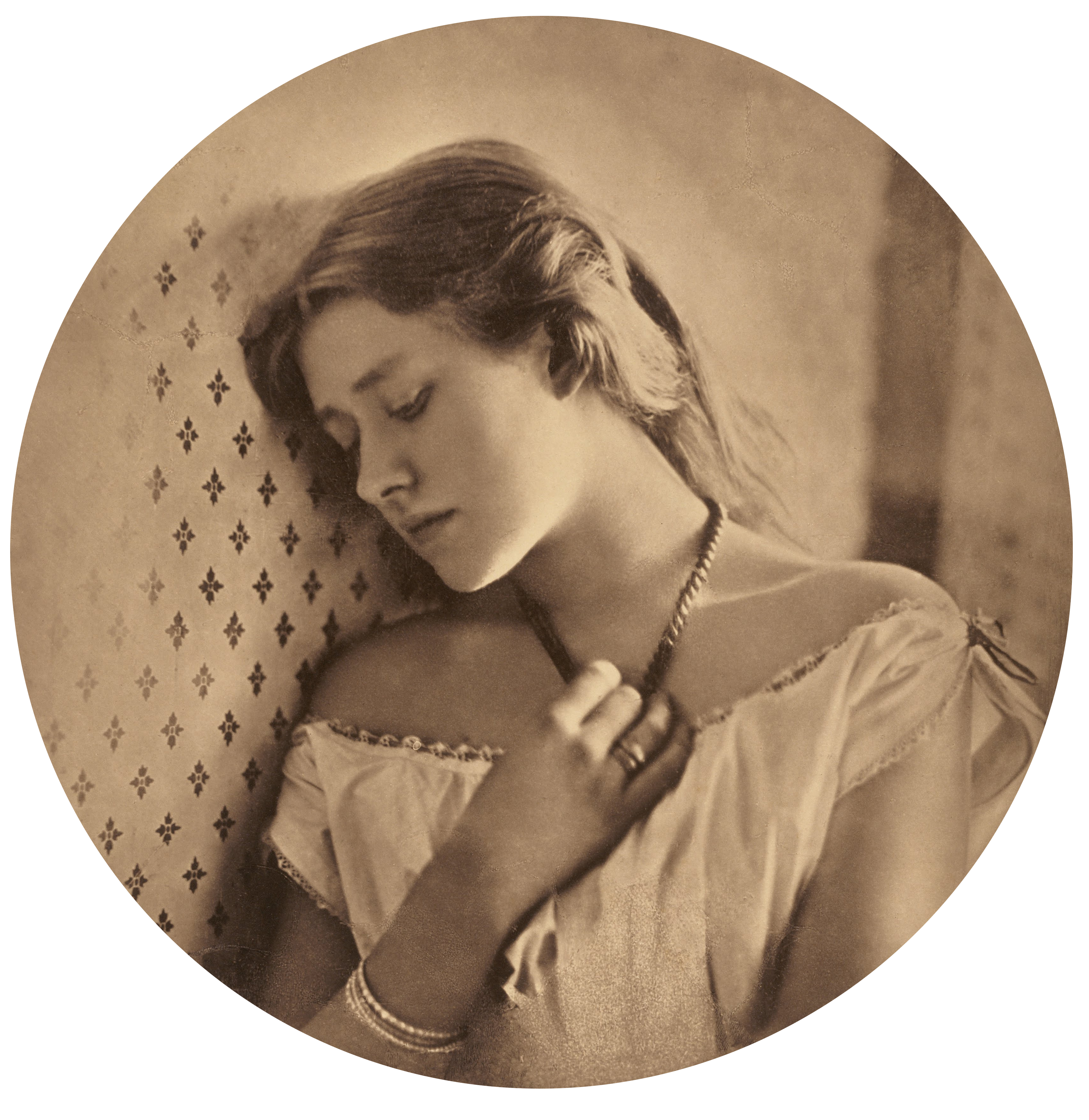
Photographie de Ellen Terry prise par Julia Margaret Cameron.

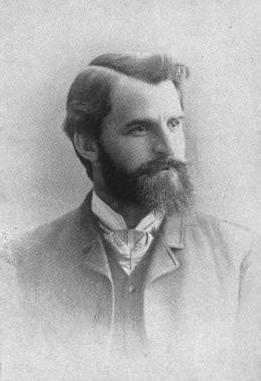
Photographie de Hamlin Garland.

Dès son retour à New York, de novembre 1890, Kate Douglas Wiggin partage son temps entre l'écriture et des lectures publiques de ses livres données aux bénéfices d’œuvres caritatives prenant en charge des enfants défavorisés. Régulièrement, elle se rend en Europe. Épuisée par l'écriture, les déplacements pour faire connaitre ses romans, elle se repose à sa résidence « Quillcote » où vivent également sa mère et sa sœur. Entre 1890 et 1900, elle publie des succès comme la collection des « Penelope »,.
Mariée à George Christopher Riggs en 1895, le nouveau couple passe les printemps en Europe, les étés à Hollis et les hivers à New York. Pendant les hivers newyorkais ils fréquentent les figures littéraires de l'époque Mark Twain, William Dean Howells, Clide Fitch, Richard Harding Davis, Hamlin Garland, Rudyard Kipling, sir Henry Irving, Ellen Terry et autres,,.
Kate Douglas Wiggin entre deux rédactions de romans, avec sa sœur Nora Archibald Smith elle publie les conférences qu'elle a données à la California  Kindergarten Training School, sous le titre de The Republic of Childhood qui comprend trois volumes,.

## Vie personnelle
Le 28 décembre 1881, Kate Douglas Smith épouse Samuel Bradley Wiggin et devient Kate Douglas Wiggin, le couple n'aura pas d'enfants.

### Secondes noces

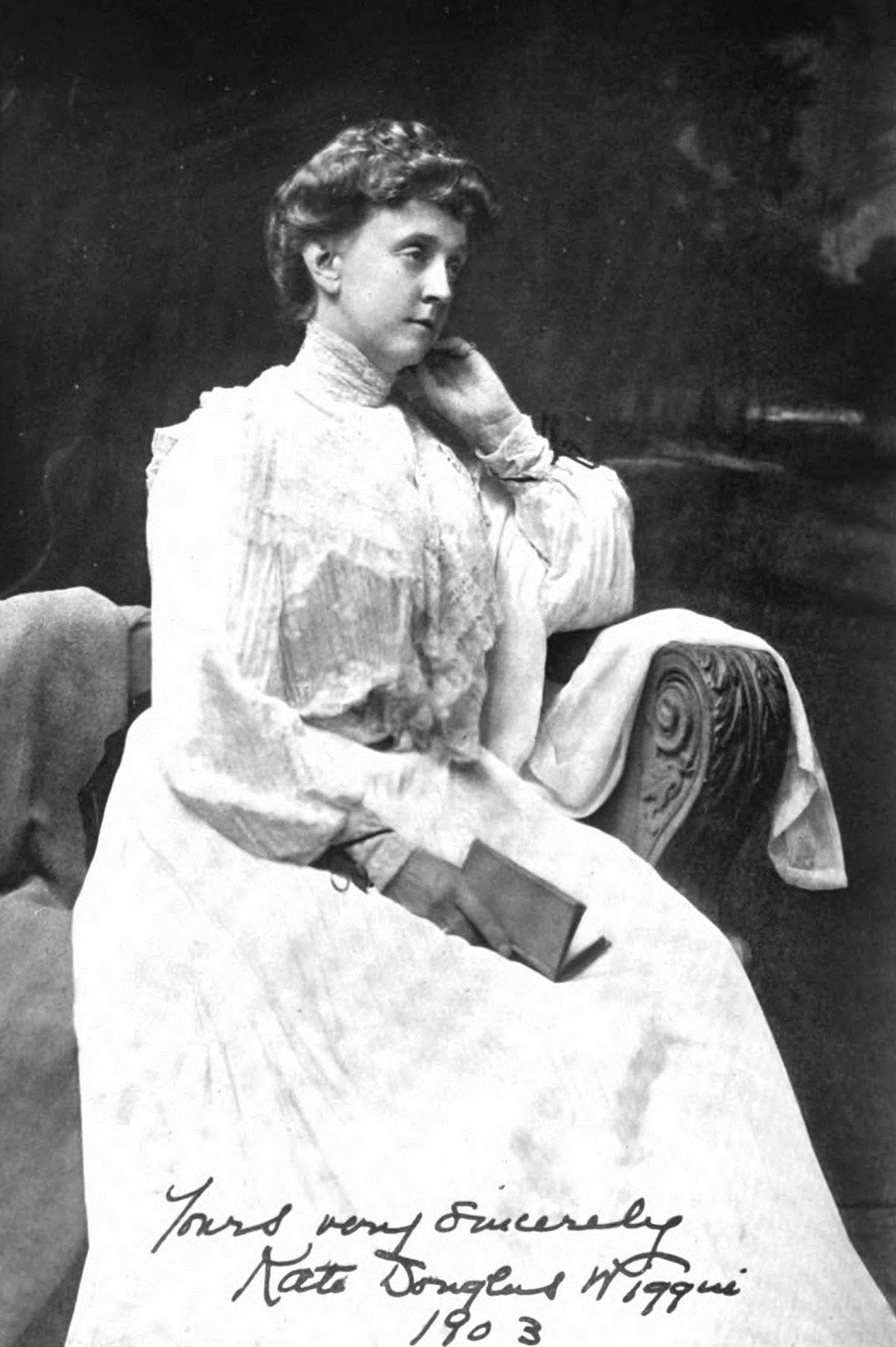
Photographie de Kate Douglas Wiggin en 1903.

Lors d'un voyage en Angleterre au printemps 1894 , Kate Douglas Wiggin fait la connaissance de George Christopher Riggs, un américain dont les activités d'industriel et d'exportateur le conduisent à se déplacer à l'étranger. Le 30 mars 1895, Kate Douglas Wiggin et George Christopher Riggs se marient,.

## Œuvres

### Littéraires

#### Éditions originales
- The Story of Patsy, San Francisco, Californie, C.A. Murdock & C (réimpr. 1899, 2009, 2018) (1re éd. 1882), 102 p. (OCLC 11190026, lire en ligne),
- The Birds' Christmas Carol (ill. Katharine R. Wireman), Boston et New York, Houghton Mifflin (réimpr. 1951) (1re éd. 1886), 118 p. (ISBN 9780395072059, OCLC 13779953, lire en ligne),
- Timothy's Quest : A Story for Anybody, Young or Old, Who Cares to Read It, New York, Grosset & Dunlap (réimpr. 1894, 2006) (1re éd. 1890), 280 p. (ISBN 9781428039377, OCLC 1085981085, lire en ligne),
- A Summer in a Canyon : A California Story, Boston, Houghton, Mifflin (réimpr. 2008, 2017) (1re éd. 1890), 292 p. (OCLC 1100480080, lire en ligne),
- A Cathedral Courtship and Penelope's English Experiences (ill. Clifford Carleton), Boston et New York, Houghton, Mifflin and Company (réimpr. 1899, 1924, 2019, 2023) (1re éd. 1893), 192 p. (ISBN 9783348105927, OCLC 634627714, lire en ligne),
- Polly Oliver's Problem : A Story For Girls, Boston et New York, Houghton, Mifflin and Company (réimpr. 2007) (1re éd. 1893), 244 p. (ISBN 9780548532010, OCLC 561631633, lire en ligne),
- The Village Watch-tower, Boston et New York, Houghton Mifflin and Company (réimpr. 2009, 2018) (1re éd. 1895), 234 p. (OCLC 1166337053, lire en ligne),
- Marm Lisa, Boston et New York, Houghton, Mifflin and Company (réimpr. 2007, 2020) (1re éd. 1897), 218 p. (OCLC 1087371669, lire en ligne),
- Penelope's Progress, Boston et New York, Houghton Mifflin and Company (réimpr. 2005, 2008) (1re éd. 1898), 290 p. (OCLC 924085024, lire en ligne),
- Penelope's Experiences in Scotland, Londres, Gay & Bird (réimpr. 1921, 2005) (1re éd. 1898), 322 p. (OCLC 753215354, lire en ligne),
- Penelope's Irish Experiences, Boston et New York, Houghton Mifflin and Co. (réimpr. 2007, 2011) (1re éd. 1901), 352 p. (OCLC 285160614, lire en ligne),
- The Diary of a Goose Girl (ill. Claude A. Shepperson), Boston et New York, Houghton, Mifflin and Co (réimpr. 2004) (1re éd. 1902), 144 p. (ISBN 9781417915019, OCLC 559622818, lire en ligne),
- Rebecca of Sunnybrook Farm, Boston et New York, Houghton Mifflin Harcourt (réimpr. 1995, 2005, 2014) (1re éd. 1903), 352 p. (OCLC 459010875, lire en ligne),
- Half-A-Dozen Housekeepers : A Story for Girls in Half-A-Dozen Chapters, Philadelphie, Pennsylvanie, H. Altemus (réimpr. 2017, 2018) (1re éd. 1903), 178 p. (OCLC 1045976124, lire en ligne),
- Rose O' the River (ill. George Wright), Boston et New York, Houghton Mifflin & Company (réimpr. 2000, 2007) (1re éd. 1905), 224 p. (OCLC 1068044967, lire en ligne),
- New Chronicles of Rebecca, Boston et New York, Houghton Mifflin Company (réimpr. 2006, 2007) (1re éd. 1907), 316 p. (OCLC 867888807, lire en ligne),
- The Old Peabody Pew : A Christmas Romance of a Country Church, Boston et New York, Houghton Mifflin and Company (réimpr. 2000, 2009, 2013) (1re éd. 1907), 180 p. (OCLC 1404743295, lire en ligne),
- Homespun Tales, Boston et New York, Houghton Mifflin Company (réimpr. 2015, 2018) (1re éd. 1909), 378 p. (OCLC 165626, lire en ligne),
- Mother Carey's Chickens, Boston et New York, Houghton Mifflin Co. (réimpr. 2005) (1re éd. 1911), 396 p. (ISBN 9781417911431, OCLC 259763160, lire en ligne),
- Robinetta, New York, A. L. Burt Company, Publishers (réimpr. 2007, 2010) (1re éd. 1911), 346 p. (OCLC 857371069, lire en ligne),
- A child's journey with Dickens, Boston et New York, Houghton Mifflin Company (réimpr. 2011, 2017, 2022) (1re éd. 1912), 52 p. (OCLC 25442419, lire en ligne),
- The Story of Waitstill Baxter (ill. H.M. Brett), Boston et New York, Houghton Mifflin (réimpr. 2008,) (1re éd. 1913), 400 p. (ISBN 9780554266602, OCLC 1131188550, lire en ligne),
- The Romance of a Christmas Card (ill. Alice Ercle Hunt), Boston et New York, Houghton Mifflin Company (réimpr. 2008) (1re éd. 1916), 152 p. (ISBN 9781606647578, OCLC 560275257, lire en ligne),
- My Garden of Memory : An Autobiography, Boston et New York, Houghton Mifflin (réimpr. 1929) (1re éd. 1923), 506 p. (OCLC 1131170844, lire en ligne),

#### Éditions francophones
- 1926 : Les Locataires de la maison jaune - Paris : Éditions Hachette, collection « Bibliothèque verte », traduction de Françoise Martin-Guelliot, illustrations d'André Pécoud, 248 p.; réédition, 1961 : Éditions Hachette, collection « Nouvelle Bibliothèque rose » no 75, traduction de Françoise Martin-Guelliot, illustrations de François Batet, 191 p.[10]
- 1948 : La Petite Rebecca du ruisseau ensoleillé[11] - Paris : Fernand Hazan, collection « Les Heures claires » no 17 ; traduction de Marguerite Clément, illustrations de Maurice Van Moppès ; in-16, 256 p.; réédition, 1961 : Rebecca du ruisseau ensoleillé - Paris : éditions G. P., « collection Spirale » no 36 ; traduction de Marguerite Clément, illustrations de Françoise Bertier ; 252 p.[12]; réédition, 1964 : Rebecca du ruisseau ensoleillé - Paris : éditions G. P., collection « Super 1000 » no 17 ; traduction de Marguerite Clément, illustrations de Félix Lacroix[13]

### Pédagogiques, co-écrits avec sa sœur Nora Archibald Smith
- Children's Rights : A Book of Nursery Logic, Boston et New York, Houghton Mifflin and Company (réimpr. 2009, 2016, 2022) (1re éd. 1892), 272 p. (OCLC 1068016696, lire en ligne),
- Kindergarten Principles and Practice, Boston, Houghton Mifflin Co (réimpr. 2007, 2013) (1re éd. 1896), 228 p. (OCLC 263034514, lire en ligne),
- Froebel's Occupations, Boston et New York, Houghton Mifflin (réimpr. 2007, 2019) (1re éd. 1896), 330 p. (OCLC 259956817, lire en ligne),

### Composition musicale
- Bluebeard A Musical Fantasy, New York & Londres, Harper and Brothers, 1914, 82 p. (OCLC 1181035706, lire en ligne),

### Directrice de publication
- co-édité avec Nora Archibald Smith (dir.), Golden Numbers A Book of Verse for Youth, New York, McClure, Phillips & Co (réimpr. 1907, 2010, 2018) (1re éd. 1902), 770 p. (OCLC 314410446, lire en ligne),
- Co édité avec Nora Archibald Smith (dir.), Pinafore Palace : A Book of Rhymes for the Nursery, New York, McClure company (réimpr. 2015) (1re éd. 1907), 280 p. (ISBN 9781515282372, OCLC 2145907, lire en ligne),

## Archives
Les archives de Kate Douglas Wiggin sont déposées à la bibliothèque Hawthorne-Longfellow du Bowdoin College, archives consultables sur demande et à la  bibliothèque Cecil Howard Green de l'université Stanford,.

## Hommage

Affiche de l'exposition universelle de 1915.

Lors de Exposition universelle de 1915 ou Exposition internationale de Panama-Pacific, Kate Douglas Wiggin et six autres femmes illustres du monde y sont invitées, Kate Douglas Wiggin est honorée comme étant la pionnière de la nouvelle pédagogie des écoles maternelles. Les commissaires de l'exposition, organisent un gala de soirée en son honneur où sont invités des enseignants diplômés de la California  Kindergarten Training School. Kate Douglas Wiggin écrit au sujet de cet événement « j'étais au ciel, après ce jour je pouvais mourir ».
En 1977, la Kate Douglas Wiggin House (en) de Hollis, est classée monument historique par le National Park Service.

## Adaptations

### Au cinéma
Roman Les Locataires de la maison jaune
- 1938 : Bonheur en location (Mother Carey's Chickens), film américain de Rowland V. Lee
- 1963 : L'Été magique (Summer Magic), film musical américain de Walt Disney Productions réalisé par James Neilson (adaptation plus libre du roman)

Roman Rebecca du ruisseau ensoleillé
- 1917 : Petit Démon (Rebecca of Sunnybrook Farm, film muet américain en noir et blanc de Marshall Neilan, avec Mary Pickford
- 1932 : Rebecca of Sunnybrook Farm, film américain en noir et blanc d'Alfred Santell, avec Marian Nixon
- 1938 : Mam'zelle vedette (Rebecca of Sunnybrook Farm, film américain en noir et blanc d'Allan Dwan, avec Shirley Temple. (adaptation plus libre).

Roman Timothy's Quest
- 1922 : Timothy's Quest, film muet américain en noir et blanc de Sidney Olcott avec Joseph Depew et Margaret Seddon
- 1936 : Sans foyer (Timothy's Quest), film américain en noir et blanc de Charles Barton, avec Dickie Moore et Virginia Weidler

### À la télévision
Roman Rebecca du ruisseau ensoleillé
- 1978 : Rebecca of Sunnybrook Farm, série télévisée britannique de Rodney Bennett, avec Julia Lewis.